# الاتحاد الدنماركي لفتيات الكشافة
الاتحاد الدنماركي لفتيات الكشافة هو اتحاد توجيهي وطني في الدنمارك، تأسس عام 1910 وأعلن رسميا عام 1923 وكان من بين الأعضاء المؤسسين للجمعية العالمية للمرشدات وفتيات الكشافة في عام 1928. يضم الاتحاد 18،893 مرشدة (اعتبارا من 2008).